# Vallesvilles
 Vallesvilles  es una población y comuna francesa, en la región de Mediodía-Pirineos, departamento de Alto Garona, en el distrito de Toulouse y cantón de Lanta.

## Monumentos

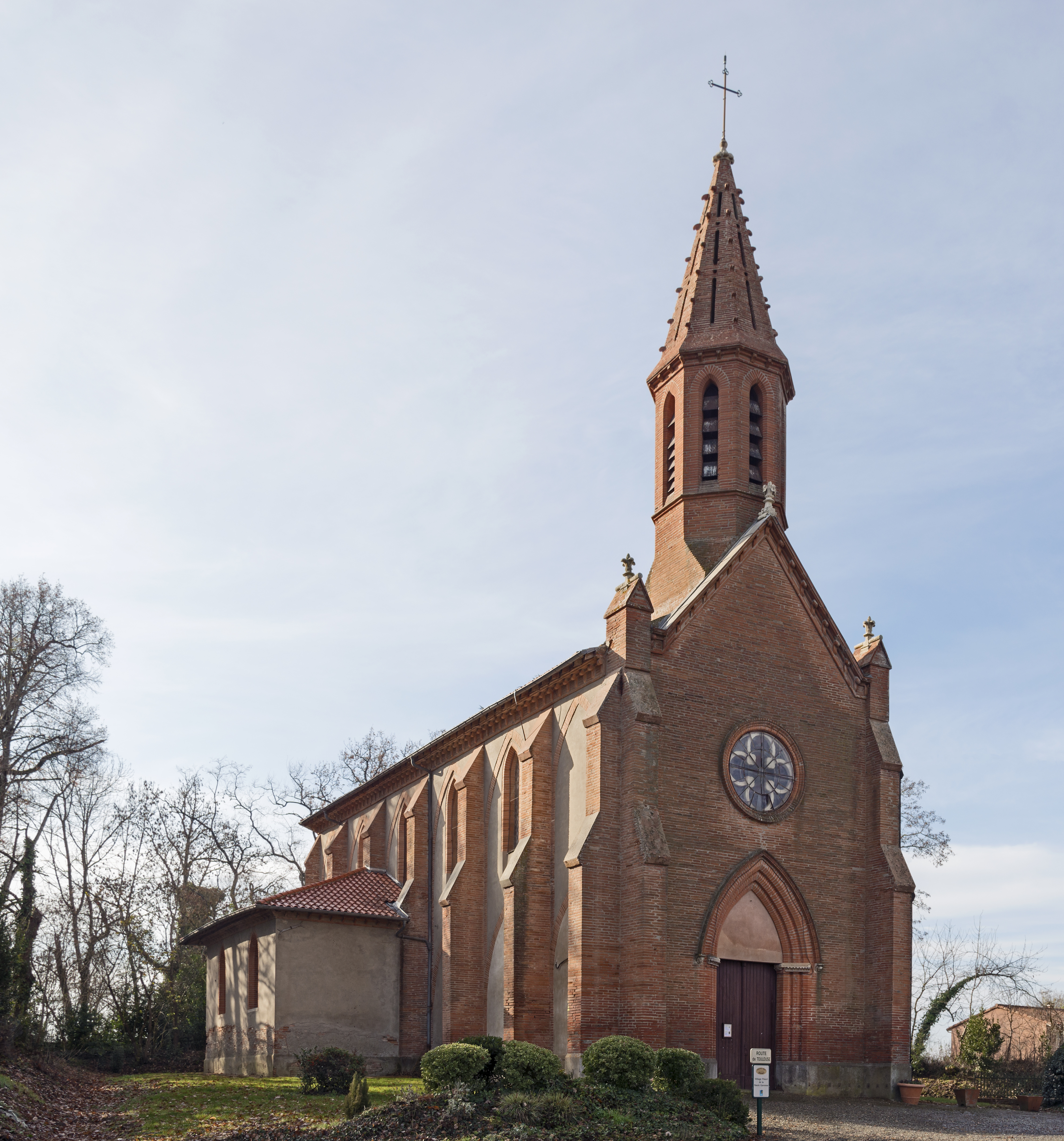
La Iglesia de San Martín

## Demografía
| 200 | 194 | 205 | 215 | 332 | 291 |
| Para los censos de 1962 a 1999 la población legal corresponde a la población sin duplicidades (Fuente: INSEE [Consultar]) |     |     |     |     |     |